# Бояджик
Бояджѝк е село в Югоизточна България, община Тунджа, област Ямбол.

## География
Село Бояджик се намира на около 19 km югозападно от Ямбол и 26 km изток-югоизточно от Нова Загора. Разположено е в северното подножие на Светиилийските възвишения в прехода им към Ямболското поле, на около 2 km западно от река Калница. В землището на Бояджик има пет регистрирани язовира, както и находище на желязна руда. Надморската височина в центъра на селото е около 162 m, на север намалява до около 150 – 160 m, а на юг нараства до около 180 – 190 m. Климатът е преходноконтинентален, почвите в землището са предимно черноземни и излужени канелени горски почви.
През Бояджик минава третокласният републикански път III-5503, който на североизток води през село Болярско и кръстовище с отклонение за село Безмер, към Ямбол и село Роза, а на запад – към кръстовище с третокласния републикански път III-6601 (Кермен – Скалица – Елхово) и от там – към околните села Златари, Гълъбинци, Межда и други.
Населението на село Бояджик, наброявало 2122 души към 1934 г. и 2498 към 1956 г., намалява до 1129 (по текущата демографска статистика за населението) към 2019 г.
При преброяването на населението към 1 февруари 2011 г., от обща численост 1375 лица, за 1138 лица е посочена принадлежност към „българска“ етническа група, за 3 – към „турска“, за 144 – към ромска и за останалите не е даден отговор.

## История
В землището на Бояджик има следи от стари рудници и останки от стара крепост – Градището (Калето): намерени са железни стрели, релеф на Тракийския Херос и други. Бояджик е старо селище.
При потушаването на Априлското въстание през 1876 г. Бояджик е обявено за бунтарско село и по заповед на Шевкет паша на 17 май е ограбено и опожарено от редовна турска войска и башибозук; няколкостотин души са убити и ранени – така нареченото Бояджишко клане. След Освобождението 1878 г. селото е възстановено. На мястото, на което се е предполагало, че е станало клането, има построени градина и паметник.
След края на Руско-турската война 1877 – 1878 г., по Берлинския договор селото остава на територията на Източна Румелия. От 1885 г. – след Съединението, то се намира в България.
При избухването на Балканската война в 1912 г. един човек от Бояджик е доброволец в Македоно-одринското опълчение.
В Държавния архив – Ямбол, се съхраняват документи от посочени периоди по години (от – до) и във фондове на конкретни фондообразуватели на/за:
- Участъкова ветеринарна служба – с. Бояджик, 1930 – 1944;[11]
- Народно читалище „Пробуда“ – с. Бояджик, 1928 – 1944;[12]
- Участъкова здравна служба – с. Бояджик, 1920 – 1947;[13]
- Църковно настоятелство – с. Бояджик, 1897 – 1953;[14]
- Потребителна кооперация „Кале“ – с. Бояджик, 1924 – 1944;[15]
- Потребителна кооперация (ПК) – с. Бояджик, 1946 – 1980[16]:

– Всестранна кооперация – с. Бояджик (1946 – 1953) и
– Потребителна кооперация (ПК) – с. Бояджик (1953 – 1980);
- Народно основно училище (НОУ) „Кирил и Методий“ – с. Бояджик, 1892 – 1994[17]:

– Народно основно училище (НОУ) „Кирил и Методий“ – с. Бояджик (1944 – 1990) и
– Основно училище (ОУ) „Св. Св. Кирил и Методий“ – с. Бояджик (1990–);
- Народно читалище „Момчил“[18] – с. Бояджик, 1947 – 1976;[19]
- Участъкова здравна служба – с. Бояджик, 1960 – 1983.[20]

В Държавния архив – Ямбол, се съхраняват документи и на/за:
- Трудово кооперативно земеделско стопанство (ТКЗС) „Момчил“ – с. Бояджик, 1950 – 1996[21]:

– ТКЗС „Момчил“ – с. Бояджик, Ямболско (1950 – 1958);
– Обединено трудово кооперативно земеделско стопанство (ОТКЗС) – с. Бояджик, Ямболско, виж фонд № 759 (1958 – 1973);
– Производствен участък – с. Бояджик при АПК – Скалица, Ямболско, виж фонд № 1124 (1973 – 1986);
– Бригада за селскостопанско производство – с. Бояджик, Ямболско (1986 – 1989);
– ТКЗС – с. Бояджик, Ямболско (1990 – 1992) и последно
– ТКЗС в ликвидация – с. Бояджик, Ямболско (1992 – 1996);
- ОТКЗС „Момчил“ – с. Бояджик, 1958 – 1974.[22]

## Религии
В село Бояджик се изповядва православно християнство.

## Обществени институции
Село Бояджик към 2020 г. е център на кметство Бояджик.
В село Бояджик към 2020 г. има:
- действащо читалище „Джон Атанасов – 1928“;[25][26]
- действащо общинско основно училище „Св. Св. Кирил и Методий“;[27]
- действаща само на големи религиозни празници православна църква „Свети Димитър“;[28]
- пощенска станция.[29]

## Културни и природни забележителности
Местността „Калето“, която се намира на няколко километра от селото. Там има и малък параклис, в който според легендите също е имало клане. След като е бил разрушен изцяло, на един чорбаджия от селото му се присънва сън да изгради на точно това място нов параклис. Така и става. Днес съборът на село Бояджик се провежда именно в тази местност, като в параклиса се изнася литургия.
В края на 2002 г. в Ямбол се учреди инициативен комитет за изграждане паметник на Джон Атанасов в село Бояджик по повод 100 години от рождението му. Комитетът бе оглавен от областния управител. Паметника се намира в центъра на селото.
В местността „Калето“ са открити останки от крепост, вероятно, база на римски охранителен легион.

## Редовни събития
- Народен събор на 6 май. Съборът на село Бояджик се провежда в местността Калето, като в параклиса там се изнася литургия. На центъра на самото село се събират всички жители, играе се хоро, изнася се програма, а наоколо има много сергии с джунджурии, играчки за децата и неща за хапване.

## Забележителни хора
- Бояджик е родното място на Иван Атанасов (1876 г.), който заминава за Америка през 1889 г. Завършва Колгейтския университет (1900) и се жени за ирландката Айва Парди, с която имат 9 деца. Между тях е и Джон Атанасов.

Гроздан Иванов - журналист, политик

## Спорт
В Бояджик има боксов клуб наречен „Априлец“, с треньори Димитър и Тодор Мутафови. Големи успехи СК „Априлец“ завоюва през 2002 е 2003 г. През 2003 г. „Априлец“ участва във всички държавни първенства по бокс за момчета–кадети, юноши, младежи и жени и завоюва 3 златни, 6 сребърни и 11 бронзови медала. През 2016 г. състезателят на клуба Даниел Асенов извоюва правото да се състезава на Олимпийските игри в Рио де Жанейро.
Футболният клуб „Бояджик 2004“, се представя силно в областната група. Най-високото му класиране е 2-ро място през сезон 2006 – 2007. През 2011 г. по инициатива на момчета от Бояджик се създава втори отбор на селото – ФК Ураган (Бояджик), в който да играят единствено и само хора от Бояджик. Г-н Иван Петров – Каприза осигурява финансово отбора и поема инициативата да мотивира доброто представяне на играчите.
2012/2013 ФК Ураган (Бояджик) завършва на 10-о място в А Областна група-Ямбол.
2014/2015 ФК Ураган (Бояджик) завършва на първо място в А Областна група-Ямбол и след успех над ОФК Карнобат в баражите влиза за първи път в историята си в Югоизточната В група.
2015/2016 Югоизточна В група – 4 място (най-добро нападение, вкарани 93 гола, 3 души с над 10 попадения)
2016/2017 Югоизточна Трета лига – 8 място
2017/2018 Тимът на ФК Ураган (Бояджик) променя името и седалището си и през новия сезон ще се казва Ямбол-1915 (Ямбол) и ще играе домакинските си срещи на стадиона в Ямбол.
2017/2018 Село Бояджик създава нов представителен отбор – ФК Априлец 2017, който ще започне участието си от Б ОФГ Ямбол. Домакинските мачове ще се играят на стадиона в село Бояджик.

## Други
На Бояджик е наречена улица в квартал „Хаджи Димитър“ в София (Карта).